# Yelloh! Village
Yelloh! Village est une chaîne française haut de gamme d'hôtellerie de plein air (ou camping), qui regroupe 104 campings villages franchisés, en France, en Espagne et au Portugal appartenant à la société Europe Plein Air. Avec un modèle unique de franchise, elle offre une expérience mêlant confort, nature et convivialité, portée par des valeurs fortes : partage, pluralisme, innovation, excellence. Chaque année, elle accueille des millions de vacanciers et agit pour un tourisme plus inclusif et responsable.

## Historique
Début 2000, Bernard Sauvaire, Robert Giner, Roger Pla et Hugues Mirabel se sont rassemblés autour d’une idée simple mais audacieuse : réinventer le camping tout en revendiquant leur indépendance.
Dates Clés :
- 2000 : Naissance du réseau autour de valeurs communes : indépendance, qualité, convivialité
- 2006 : Première campagne TV
- 2010 : Lancement des Yelloh! Gestes pour sensibiliser les vacanciers à l’environnement
- 2013 : Campagne TV avec « Le camping, oui, mais royal ! »
- 2021 : Lancement du slogan « Artisans du Bonheur » et virage stratégique vers la qualité relationnelle
- 2023 : Campagne TV européenne « C’est important les détails »
- 2025 : Yelloh! Village célèbre ses 25 ans avec 104 campings, dont 94 en France, 8 en Espagne et 2 au Portugal.

## Chiffres[1]
- 104 campings villages en France (94), en Espagne(8) et au Portugal(2)
- 322 millions d'€ de CA en 2024;
- + de 5 000 collaborateurs en haute saison
- 8,3 millions de nuitées enregistrées en 2024
- Plus de 13 millions de visites sur le site internet

## Direction du groupe
- Bernard Sauvaire : Président et fondateur (campings Les Petits Camarguais et La Petite Camargue)
- Mathilde Sauvaire : membre du comité de direction
- Roger Pla : membre du comité de direction et fondateur (camping Le Brasilia)
- Yann Marlic : membre du comité de direction
- Rober Giner : membre du comité de direction et fondateur (campings Le Club Farret et Domaine Sainte Cécile)
- Philippe Giner : membre du comité de direction
- Karine et Pascal Fénié : membres du comité de direction (camping Les Grands Pins)
- Étienne Page : directeur général.